# Giorgio d'Antiochia (ammiraglio)
Giorgio Rozio d'Antiochia (Antiochia di Siria, 1090 circa – Palermo, 1151 o 1152) è stato un ammiraglio bizantino.
Al servizio di Ruggero II di Sicilia, fu il primo amiratus amiratorum normanno, e comandante della flotta del Regno di Sicilia. Viene riconosciuto quale capostipite della storica famiglia Palermo di Santa Margherita.

## Biografia

### Le origini e l'arrivo a Palermo
Giorgio era un greco-melchita, nato probabilmente nel penultimo decennio dell'XI secolo ad Antiochia di Siria, da cui si spostò col padre Michele e con la madre alla volta dell'Ifrīqiya (attuale Tunisia). Insieme al padre trovò lavoro a Mahdia alle dipendenze del Sultano ziride Tamīm ibn Muˁizz, nell'amministrazione dell'erario. 
Giorgio entrò in urto con il figlio di Tamīm e suo successore, Yahya, e segretamente cercò rifugiò nella Sicilia cristiana, imbarcandosi intorno al 1110 su una nave che era diretta a Palermo - mentre essa era ancorata nel porto di Mahdia e i suoi proprietari musulmani erano intenti nella preghiera rituale. Al suo arrivo nella capitale siciliana, Giorgio offrì i suoi servigi al conte normanno Ruggero.
Grazie al suo bilinguismo (greco e arabo) e per la sua familiarità col Mar Mediterraneo, fu impiegato come ambasciatore in una missione commerciale presso la corte fatimide egiziana. Guadagnò il titolo onorifico di familiaris della corte e, nel 1123, divenne il secondo in comando della flotta, guidata dall'ammiraglio Cristodulo. Nell'attacco di Mahdiyya di quell'anno, Giorgio catturò la fortezza di al-Dimas, ma la campagna dovette essere abbandonata con grosse perdite. Nei successivi cinque anni, Giorgio mise in ombra Cristodulo e dal 1127 divenne Emiro (Comandante) di Palermo. In quell'anno entrambi gli Emiri furono infatti presenti a Montescaglioso col conte Ruggero.

### L'ascesa: assoggettamento della Puglia
Giorgio fu fondamentale per la piena sottomissione della Puglia e della Calabria, entrambe tendenzialmente autonome rispetto al potere di Palermo negli anni che seguirono la successione colà di Ruggero. Nel 1129, Giorgio portò 60 navi per assediare Bari, ribelle sotto il principe Grimoaldo Alferanite. La resa fu imposta ma Ruggero perdonò il principe ribelle. Nel 1131 Ruggero pretese le chiavi della rocca di Amalfi per conseguire il pieno controllo delle difese della città e sottomettere gli abitanti: gli amalfitani rifiutarono e ancora una volta Giorgio bloccò la città e s'impadronì delle navi amalfitane inducendo così la città ad arrendersi. Nel 1133 fu concesso a Giorgio il titolo di amiratus amiratorum, che è stato talora interpretato come ammiraglio degli ammiragli ma che significa assai più probabilmente Emiro degli Emiri, ossia "Comandante dei Comandanti" (una sorta di Generalissimo): argomentazione suffragata dal fatto che in greco il titolo fu quello di "Arconte degli Arconti", che significa all'incirca la stessa cosa.

Nel 1135 la flotta siciliana, al comando di Giorgio d'Antiochia, conquistò l'importante isola di Jerba, di fronte alle coste tunisine.

### Il culmine della carriera: conquiste in Grecia e in Africa

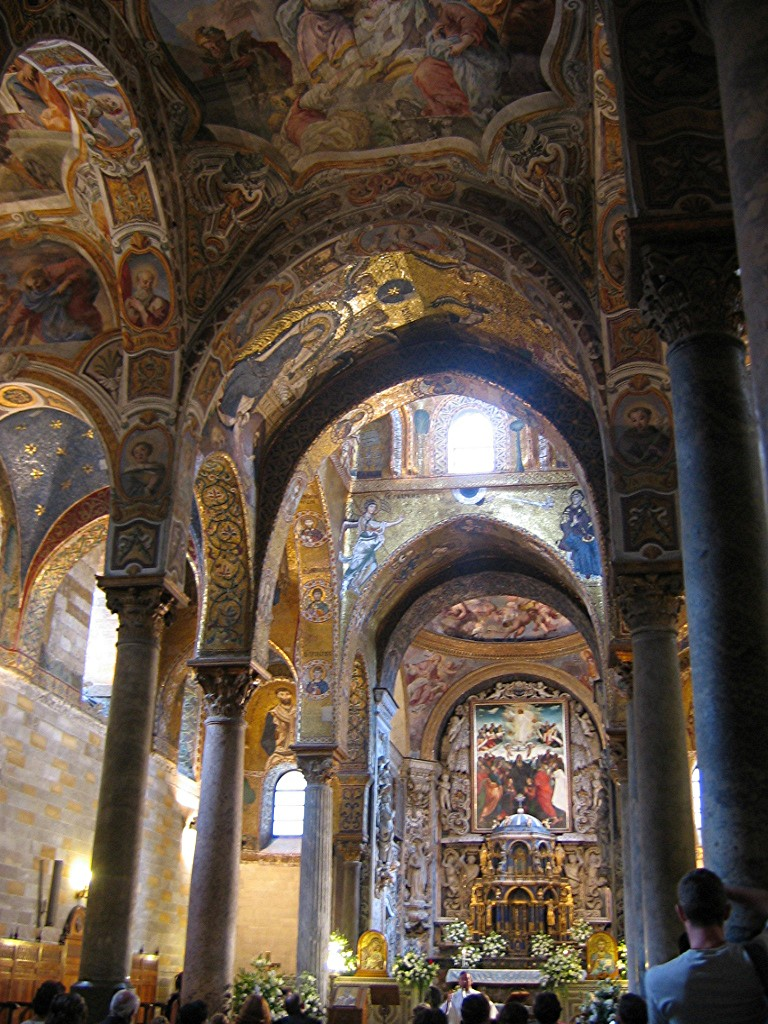
L'interno della Chiesa di Santa Maria dell'Ammiraglio a Palermo, fondata da Giorgio d'Antiochia.

Nel 1143, Giorgio portò a termine a Palermo la chiesa greco-ortodossa di Santa Maria dell'Ammiraglio, conosciuta anche come Martorana. In questa chiesa vi è un mosaico dell'epoca che raffigura Giorgio, come pure il famoso mosaico che raffigura Ruggero II incoronato da Gesù Cristo.
Il 18 giugno 1146 la flotta siciliana, partita da Trapani al comando di Giorgio, conquistò Tripoli in Libia e nel corso dell'anno stabilì l'autorità della Sicilia in Nordafrica su basi permanenti. Aveva già conquistato numerose città costiere nei precedenti 15 anni ma Mahdiyya, che era stata nelle mani di Abū l-Hasan al-Hasan ibn ˁAlī dal fallito attacco del 1123, non capitolò neppure in questa occasione, pur cadendo progressivamente nella sfera d'influenza del Regno di Sicilia.

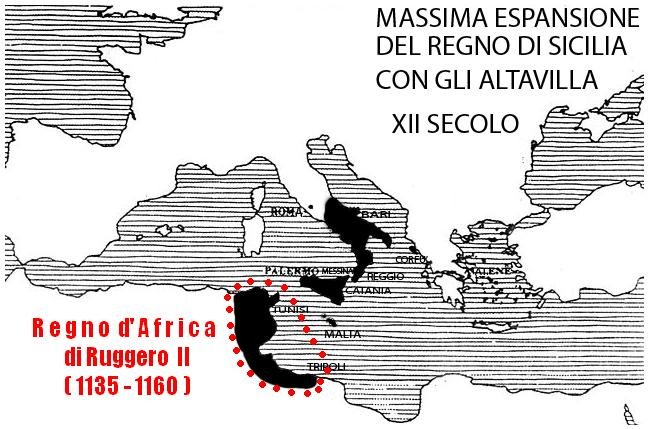
Ruggero II Altavilla creò il "Regno normanno d'Africa", che voleva unire come protettorato al suo "Regno di Sicilia", grazie principalmente all'abilità di Giorgio d'Antiochia

Nel 1147, Ruggero attaccò l'Impero bizantino che seguitava a contrastare e contestare le sue conquiste nell'Italia meridionale. Giorgio - considerato dai Bizantini una specie di traditore, viste le sue lontane origini natali - inviò da Otranto 70 galee per assaltare Corfù. Secondo Niceta Coniate, l'isola capitolò a causa del gravame costituito dalle tasse imperiali e delle promesse sagaci di Giorgio. Lasciando una guarnigione sul posto, Giorgio fece vela verso il Peloponneso, saccheggiò Atene e rapidamente si mosse alla volta delle isole Ionie. Razziò la costa fra l'Eubea e il Golfo di Corinto e penetrò fin verso Tebe, dove saccheggiò le officine di sericultura e sequestrò artigiani ebrei esperti nella lavorazione della seta. Giorgio coronò la spedizione col saccheggio di Corinto, in cui rubò le reliquie di San Teodoro e quindi tornò in Sicilia.
Nel 1148, Giorgio tornò in Africa e prese infine Mahdiyya. In precedenza il governatore musulmano di Gabès s'era ribellato al suo sovrano, al-Hasan, e promise di consegnare la città a Ruggero II se ne fosse stato da lui confermato nella carica di governatore. La guerra scoppiò inevitabilmente nell'estate del 1148. Giorgio guidò una flotta contro Mahdiyya. Il Sultano andò volontariamente in esilio, portando con sé un autentico piccolo tesoro, e Mahdiyya capitolò. Le città di Sfax e Susa si arresero poco dopo, conquistando tutto il tratto di costa africana che va da Tripoli a Capo Bon. L'Ifrīqiya (odierna Tunisia) fu incorporata nel Regno di Sicilia che così raggiunse il suo apogeo grazie alle conquiste di Giorgio, comprendendo non solo la Sicilia ma anche il Sud Italia, Corfù, Malta, alcuni altri territori greci e parte del Nordafrica.

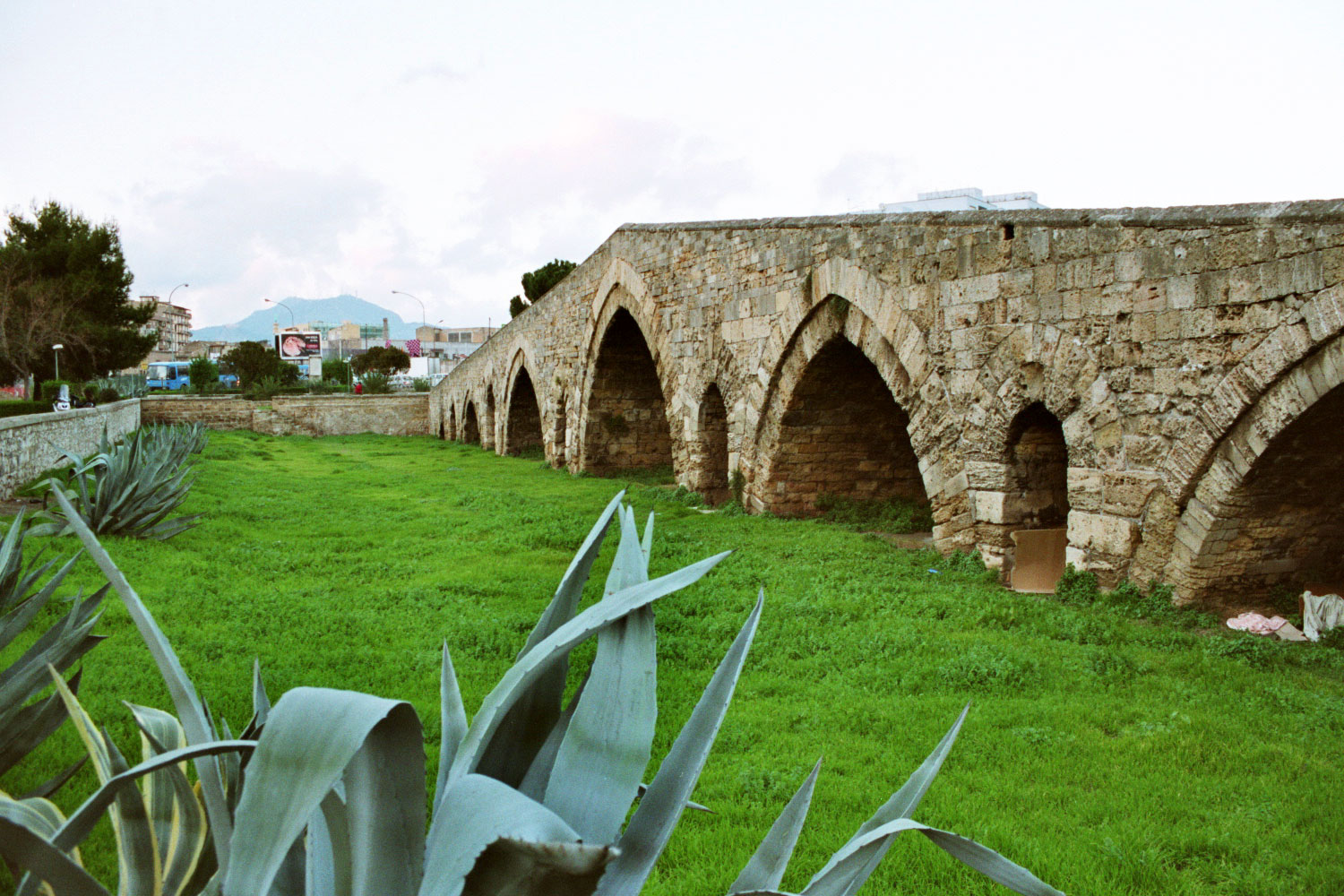
Palermo. Il Ponte dell'Ammiraglio.

Nel 1149 Corfù fu ripresa dai Bizantini e Giorgio inviò una flotta di 40 navi nel Bosforo sotto le mura di Costantinopoli, dove egli tentò di sbarcare. Fallendo in ciò, si contentò di razziare le poche villae sulla costa asiatica e colpì con un nugolo di frecce il Palazzo imperiale. Si imbatté nella flotta dell'ammiraglio greco Curupo, con cui si scontrò riuscendo a trovare scampo e a liberare anche il re di Francia Luigi VII, catturato mentre tornava dalle crociate
Morì poco dopo, nel 546 dell'Egira, secondo il cronista arabo Ibn al-Athīr, corrispondente tra l'aprile 1151 e l'aprile 1152. Gli succedette nelle sue funzioni Filippo di Mahdia.

### Impegno culturale
Giorgio fu un poliglotta e un uomo di ampia cultura. Essendo di origine greca favorì la sua chiesa: fondò la chiesa convento di San Michele nel 1127 a Mazara del Vallo, e la chiesa di Santa Maria dell'Ammiraglio (la Martorana) nel 1143 a Palermo, una delle migliori espressioni dell'arte siculo-normanna.
Giorgio d'Antiochia lasciò un monumento architettonico, un ponte a dodici arcate, il Ponte dell'Ammiraglio, realizzato tra il 1125 e il 1135, che a Palermo scavalca il fiume Oreto che segnava il confine della città